# Frans Denissen
Frans Denissen (Hoevenen, 7 september 1947) is een Vlaams literair vertaler en auteur.

## Vertaler
Als romanist vertaalde Denissen voornamelijk uit het Italiaans en Frans. In 1982 verscheen zijn eerste literaire vertaling uit het Italiaans.
Hij maakte vooral naam met zijn vertaling van de middeleeuwse klassieker Decamerone van Giovanni Boccaccio. Het was een huzarenstuk omdat het enerzijds leesbaar moest zijn voor de moderne Nederlandstalige lezer, maar anderzijds een wat "Middelnederlands" (of "Middelitaliaans") karakter moest hebben. Verder vertaalde hij ook twintigste-eeuwse auteurs als Leonardo Sciascia, Curzio Malaparte en vooral Umberto Eco. Behalve proza vertaalde Denissen ook poëzie van Eugenio Montale en Cesare Pavese.
In 2011 verscheen zijn magnum opus De leerschool van het lijden, een bewerking van La cognizione del dolore van Carlo Emilio Gadda.

## Schrijver
Naast vertaler is Frans Denissen ook auteur, biograaf, bloemlezer en recensent; hij geeft lezingen over eigen werk, onder andere over de in het Frans schrijvende Vlaming André Baillon. Met de biografie over deze schrijver De gigolo van Irma Ideaal werd Frans Denissen genomineerd voor de AKO Literatuurprijs in 1999.
- In 1963 debuteerde Denissen als dichter met de bundel Concerto voor tamtam ,
- In 1974 verscheen zijn eerste prozaboek, de verhalenbundel De gekastreerde engel
- Daarna publiceerde hij nog twee romans, De belijdenissen van J.B. Hemelryckx (1987, bij Bert Bakker) en De thuisreis (1992, bij Prometheus).
- In 2007 verscheen De vrouwen van Mussolini. Achter de schermen van het fascisme, wat hij een "roman zonder fictie" noemde.

## Prijs
In 2012 ontving Frans Denissen de Martinus Nijhoff Prijs voor vertalingen. Dit was de tweede maal sinds 1955 dat deze Nederlandse prijs aan een Vlaming werd toegekend.
- Bibliothèque nationale de France: cb145255388 (data)
- Digitale Bibliotheek voor de Nederlandse Letteren: deni002
- Gemeinsame Normdatei: 1146324367
- International Standard Name Identifier: 0000 0001 0946 8708
- Library of Congress Control Number: no97016637
- Nederlandse Thesaurus van Auteursnamen: 072912464
- Système universitaire de documentation: 060657146
- Virtual International Authority File: 246119
- WorldCat: E39PBJf4gW4FCHBPCCKYJHdG73